# Santo Adriano
Santo Adriano (Santu Adrianu en asturien) est une commune (concejo aux Asturies) située dans la communauté autonome des Asturies en Espagne. Elle est bordée au nord par Oviedo, à l'est par Ribera de Arriba et Morcín, au sud par Quirós et Proaza et à l'ouest par Proaza et Grado.
Sa superficie est de 22,60 km², soit 0,21 % de la superficie totale de la principauté. Elle compte 286 habitants (INE 2023). La population est en déclin, comme dans la plupart des villages ruraux asturiens. 

## Paroisses
la commune de Santo Adriano est formée de 4 paroisses civiles :
- Castañedo del Monte (Castañeo'l Monte)
- Lavares (Llavares)
- Tuñón
- Villanueva (Villanuova)

## Sites et monuments
- Grotte de Conde contenant de l'art rupestre,
- Abri de Santo Adriano contenant un abri sous roche,
- Enclos des ours bruns et centre de réintroduction dans la nature (Fondation de l'ours des Asturies),
- Église paroissiale Saint-Adrien (Santo Adriano) de Tuñón (IXe siècle).